# Franz Palm (Ökonom)

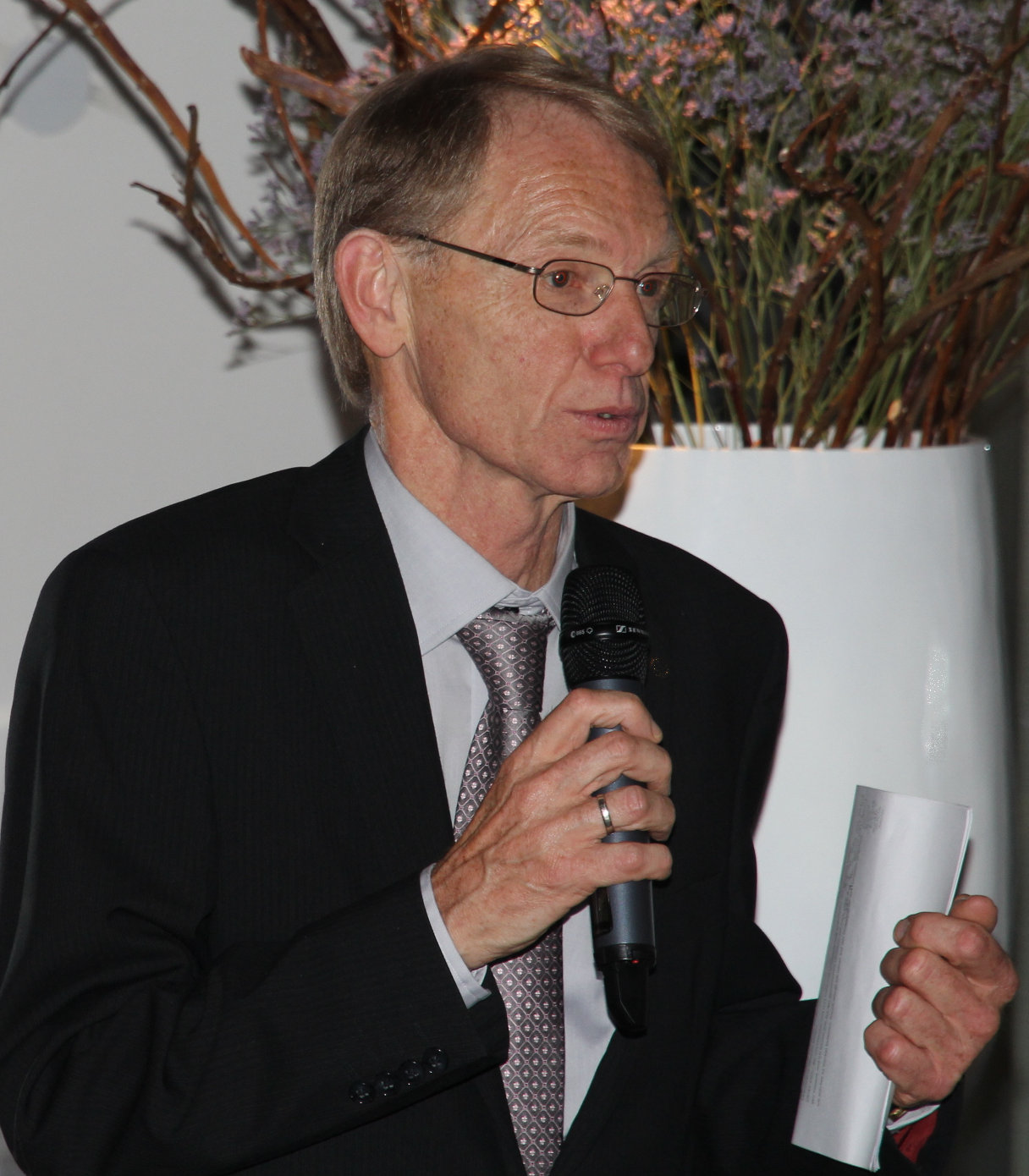
Franz Palm 2013

Franz Christian Palm (* 15. Mai 1948 in Ostbelgien) ist ein belgischer Wirtschaftswissenschaftler.

## Leben und Wirken
Palm studierte Ökonomie an der Université catholique de Louvain, zu jener Zeit noch in Löwen, und schloss dieses Studium mit dem Master in Wirtschaftswissenschaften und Ökonometrie ab. Danach erhielt er in der Zeit von 1971 bis 1972 eine Anstellung als wissenschaftlicher Mitarbeiter, zunächst am Center for Operations Research and Econometrics (CORE), einem interdisziplinären Forschungsinstitut der Université catholique de Louvain, und anschließend bis 1974 bei Arnold Zellner an der Graduate School of Business der University of Chicago. Nach seiner Rückkehr nach Europa promovierte Palm an der gleichen Universität, mit seiner Dissertation: Time Series Analysis and Simultaneous Equation Systems with Macroeconomic Applications.
Im Jahr 1980 wurde Palm als Professor für Ökonometrie an der Freien Universität Amsterdam übernommen, bevor er 1985 in gleicher Funktion einem Ruf an die Universität Maastricht folgte, wo er eines der Gründungsmitglieder der Wirtschaftsfakultät wurde. Dort wurde er sowohl von 1986 bis 1989 als auch von 1998 bis 2001 und von 2004 bis 2006 zum Dekan der Fakultät für Wirtschaftswissenschaften und Business Administration gewählt. Darüber hinaus übernahm Palm eine Gastprofessur an den Universitäten in Louvain-la-Neuve und an der Graduate School of Business in Chicago und war 1990 als Gastforscher an der Harvard University und an der Universität Montreal tätig.
Palms wissenschaftliche Forschungen liegen auf dem Gebiet der Ökonometrie von Zeitfolgen und Paneldaten und seine Beiträge zur Zeitsequenzanalyse sind beispielsweise entscheidend für das Verständnis und die Vorhersagen von wirtschaftlichen Entwicklungen. Dies führte unter anderem dazu, dass er von großen Unternehmen wie dem Koninklijke DSM N.V oder dem niederländischen Wirtschaftsministerium als Berater engagiert wurde.
Franz Palm ist Mitglied der American Statistical Association, der European Economic Association und im „CESifo“, einer Kooperation des Center for Economic Studies (CES) mit dem ifo Institut für Wirtschaftsforschung. Darüber hinaus ist Palm seit 2013 Mitglied des Hochschulrates der FH Aachen sowie von 2003 bis 2020 langjähriger Geschäftsführer und Präsident des Verwaltungsrates der Wirtschaftsförderungsgesellschaft Ostbelgiens VoG (WFG).
Palm ist Mitherausgeber des Journal of Econometrics und des „Journal of Empirical Finance“, das er 1993 mit vier weiteren Kollegen gegründet hatte Darüber hinaus saß er lange Zeit in der Chefredaktion der niederländischen Fachzeitschrift „De Economist“ an und war Mitherausgeber des Journal of Business and Economic Statistics und des European Economic Review.

## Ehrungen
- Im Jahr 2000 wurde Palm als ausländisches Mitglied in die Abteilung für Geistes- und Sozialwissenschaften der Königlich Niederländischen Akademie der Wissenschaften aufgenommen[6] und dort 2005 zum Akademie-Professor für Ökonometrie ernannt.
- Im Jahr 2009 verlieh ihm die Schweizer Université de Fribourg einen Ehrendoktortitel.
- Im Juni 2015 wurde Franz Palm zum Ritter des Ordens vom Niederländischen Löwen ernannt.[7]
- Im Januar 2017 wurde der Hörsaal an der Maastricht School of Business and Economics in „Franz Palm Lecture Hall“ umbenannt.[8]

## Schriften (Auswahl)
Franz Palm hat bisher mehrere Bücher und eine größere Anzahl an Schriften und Aufsätzen, teils in Zusammenarbeit mit renommierten Fachkollegen und -kolleginnen, geschrieben und/oder publiziert, darunter:
- Time Series Analysis and Simultaneous Equation Systems with Macroeconomic Applications; Dissertation, Université Catholique de Louvain, 1975
- Economic Modelling and Policy Applications; mit H.P. Smit; Aldershot, Gower Publishing Group, 1991, Nachdruck 1993
- The Structural Econometric Time Series Analysis Approach; mit Arnold Zellner; Cambridge, Cambridge University Press, 2004
- Stock markets, banks and long run economic growth: a panel cointegration-based analysis; mit Laurent Cavenaile und Christian Gengenbach; CESifo, München 2013